# Gewone addertong
De addertong (Ophioglossum vulgatum) is een kleine varen die behoort tot de addertongfamilie (Ophioglossaceae). In het noorden van Europa, waaronder België en Nederland, is de soort niet algemeen.

## Naamgeving enetymologie
- Synoniemen: Ophioglossum pycnostichum (Fernald) A.Löve & D.Löve; O. vulgatum var. pycnostichum Fernald

- Duits: Gewöhnliche Natternzunge
- Engels: Southern adderstongue
- Frans: Ophioglosse commun

De botanische naam Ophioglossum is afgeleid van het Oudgrieks ὄφις, ophis (slang) en γλώσσα, glōssa (tong), wat slaat op de slangentongachtige vorm van de sporenaar.
De soortaanduiding vulgatum betekent 'algemeen'.

## Kenmerken

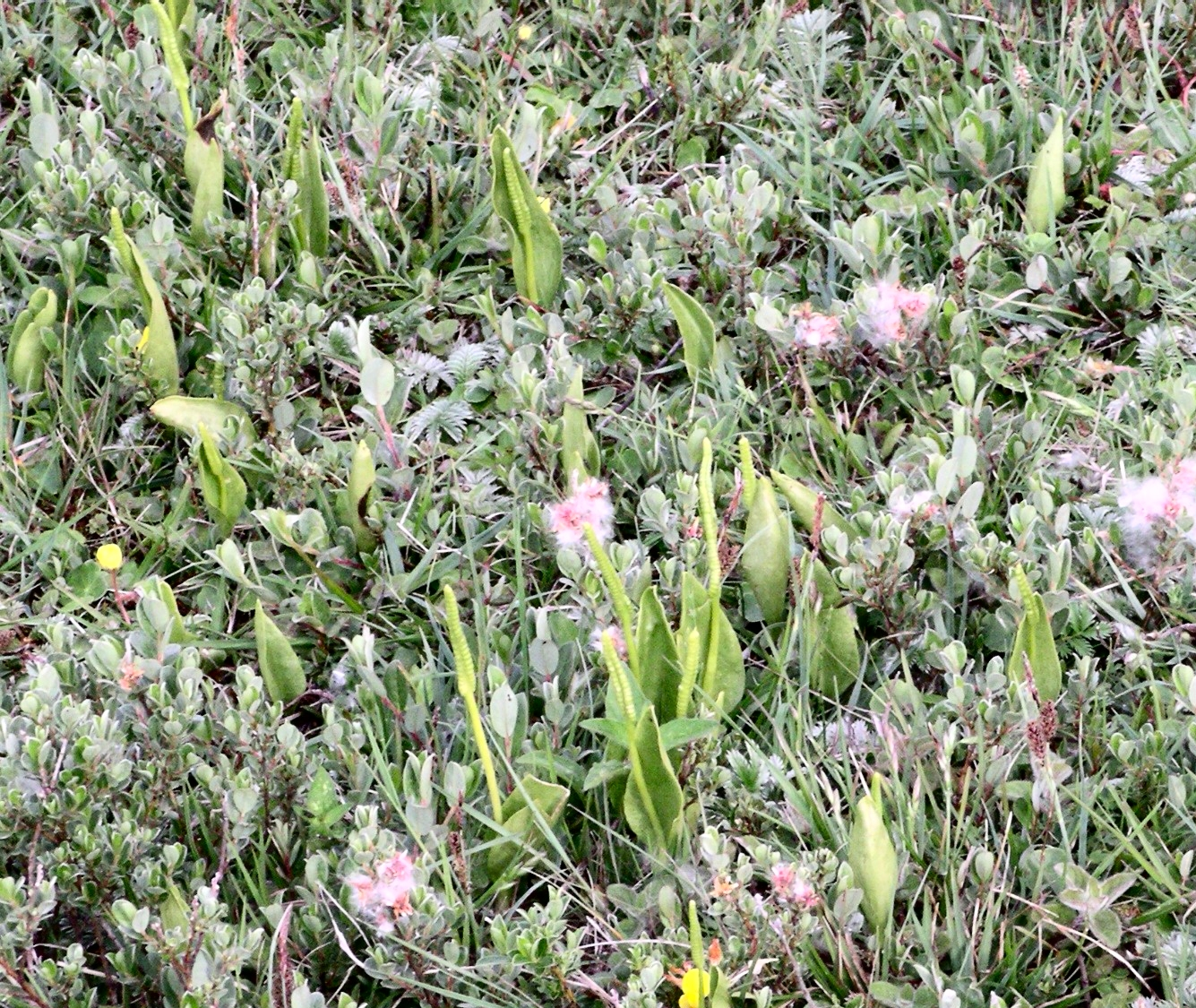
Addertong in zijn natuurlijke biotoop, zandduinen

De plant wordt 5–35 cm lang en heeft een korte rechtopstaande wortelstok, waar geen schubben aan zitten. Elke plant produceert op het groeipunt van de wortelstok slechts één blad per jaar. Dit blad bestaat uit twee componenten, een ovale, bladvormige, 5–20 cm lange trofofoor en, bij oudere planten, een lijnvormige sporofoor of sporenaar aan de voet van de trofofoor. De sporenaar is 4–15 cm lang en meer dan 2 cm breed. De tien tot veertig sporangia zitten aan beide zijden van de aar. De sporen rijpen tussen mei en augustus.

## Voorkomen
Addertong komt voor in onbemeste vochtige graslanden, rietvelden, duinvalleien, schraallanden en afgravingen.

## Verspreiding
De gewone addertong komt over heel Europa, Noord-Amerika en Oost-Azië voor. Ze is ingeburgerd in Zuid-Australië. In België en Nederland is de soort zeldzaam tot zeer zeldzaam.

## Verwante en gelijkende soorten
De gewone addertong heeft in Europa twee nauwe verwanten, de azorenaddertong (Ophioglossum azoricum), en Ophioglossum lusitanicum. De gewone addertong kan van beide andere onderscheiden worden door zijn grootte (tot 35 cm).

## Bedreiging en bescherming
In België staat de gewone addertong op de Vlaamse Rode Lijst (planten) als 'zeldzaam'.
... · O. azoricum (Azorenaddertong) · O. lusitanicum (Kleinste addertong) · O. polyphyllum · O. vulgatum (Gewone addertong) · ...